# Tina Ly
Pour les articles homonymes, voir Tina.
Tina Ly est une chanteuse de zouk française originaire de Guyane, née le 4 mai 1979.

## Biographie
Tina Ly, a grandi en Guyane, elle se considère comme étant une Guyanaise à part entière et tient d'ailleurs à s'y rendre trois fois par an. Elle a été bercée dès son plus jeune âge par la musique grâce à son père et son frère, tous deux auteurs compositeurs. À huit ans, elle débute sa très jeune carrière sur des plateaux de télévision en parcourant la Guyane et en se produisant sur des podiums grâce à deux titres composés par son père, mais aussi en chantant et dansant sur des titres variés allant du Zouk à l’international.

## Discographie
- 2001 - TINA
- 2003 - Dis Moi Tout
- 2009 - Couleurs du monde (Collector)[2]
- 2013 - Couleurs du monde (Gold Collector)[3]
- 2018 - Truc de fou

## Single
- 2013 - Lwen[4]
- 2016 - Regarde moi